# San Roque de Riomiera
San Roque de Riomiera là một đô thị trong tỉnh và cộng đồng tự trị Cantabria, Tây Ban Nha. Đô thị này có diện tích là 35,7 ki-lô-mét vuông, dân số năm 2009 là 446 người với mật độ 12,49 người/km². Đô thị này có cự ly 43 km so với tỉnh lỵ Santander.

## Kinh tế
54,3% dân số đô thị này là tham gia vào lĩnh vực công nghiệp khâu đầu, 10,9% làm trong ngành xây dựng ngành công nghiệp 8% đến 26,8%, và khu vực dịch vụ. Trong thị trấn này tỷ lệ hoạt động là 33,7% và tỷ lệ thất nghiệp là 9,2%, trong khi mức trung bình trong Cantabria là khoảng 52,5% và 14,2% tương ứng.